# Compétence liée
Une compétence liée est, en droit administratif, un pouvoir que son détenteur est obligé d'utiliser, qu'il le veuille ou non. Cette notion s'oppose à celle de pouvoir discrétionnaire. La compétence est « liée » parce qu'elle est organisée par d'autres textes (principe de légalité) qui déterminent les conditions, toutes les conditions, sans en laisser au détenteur de la compétence.

## Droit canadien
En droit administratif canadien, le « pouvoir lié » est un synonyme de compétence liée. Il s'oppose au pouvoir discrétionnaire et au pouvoir quasi judiciaire. La common law a dégagé des règles relatives au pouvoir lié et au pouvoir discrétionnaire.

## Droit français
Les textes qui organisent la compétence utilisent alors le présent de l'indicatif en voie active. Par exemple :
"Le Président de la République promulgue les lois" (Article 10 de la Constitution de la Cinquième République française)
"Il nomme aux emplois civils et militaires de l'État." (Article 13 de la Constitution de la Cinquième République française)